# Tajna tret'ej planety (videogioco)
Tajna tret'ej planety è un videogioco a piattaforme sviluppato e pubblicato da Akella nel 2005 per Microsoft Windows. il gioco è basato su un film d'animazione Il mistero del terzo pianeta